# Rue Aristide-Briand (Gagny)
Pour les articles homonymes, voir Rue Aristide-Briand.
La rue Aristide-Briand est une importante voie de communication de Gagny, dans le département de Seine-Saint-Denis, en France. Elle fait partie d'un groupement d'habitat remontant au Haut Moyen Âge.

## Situation et accès

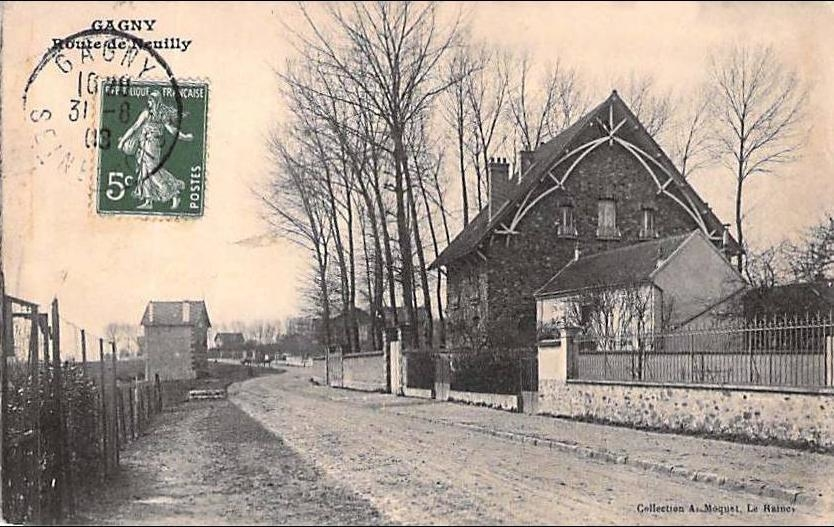
Gagny, route de Neuilly, vers 1910.

Orientée du nord au sud, elle traverse le carrefour de la rue Parmentier et de l'avenue du Président-Pompidou. Elle passe ensuite sous la ligne de Paris-Est à Strasbourg-Ville, laisse la rue de Maison-Blanche sur sa droite, puis longe le raccordement de Gagny-Nord, ouvert en 1925.
À partir de la rue Georges-Rémond (anciennement rue du Parc), les trois-cents derniers mètres de sa partie sud sont partagés avec la commune de Neuilly-sur-Marne sur le côté est.
Sa desserte ferroviaire est effectuée par la gare de Gagny, mise en service en 1849.

## Origine du nom

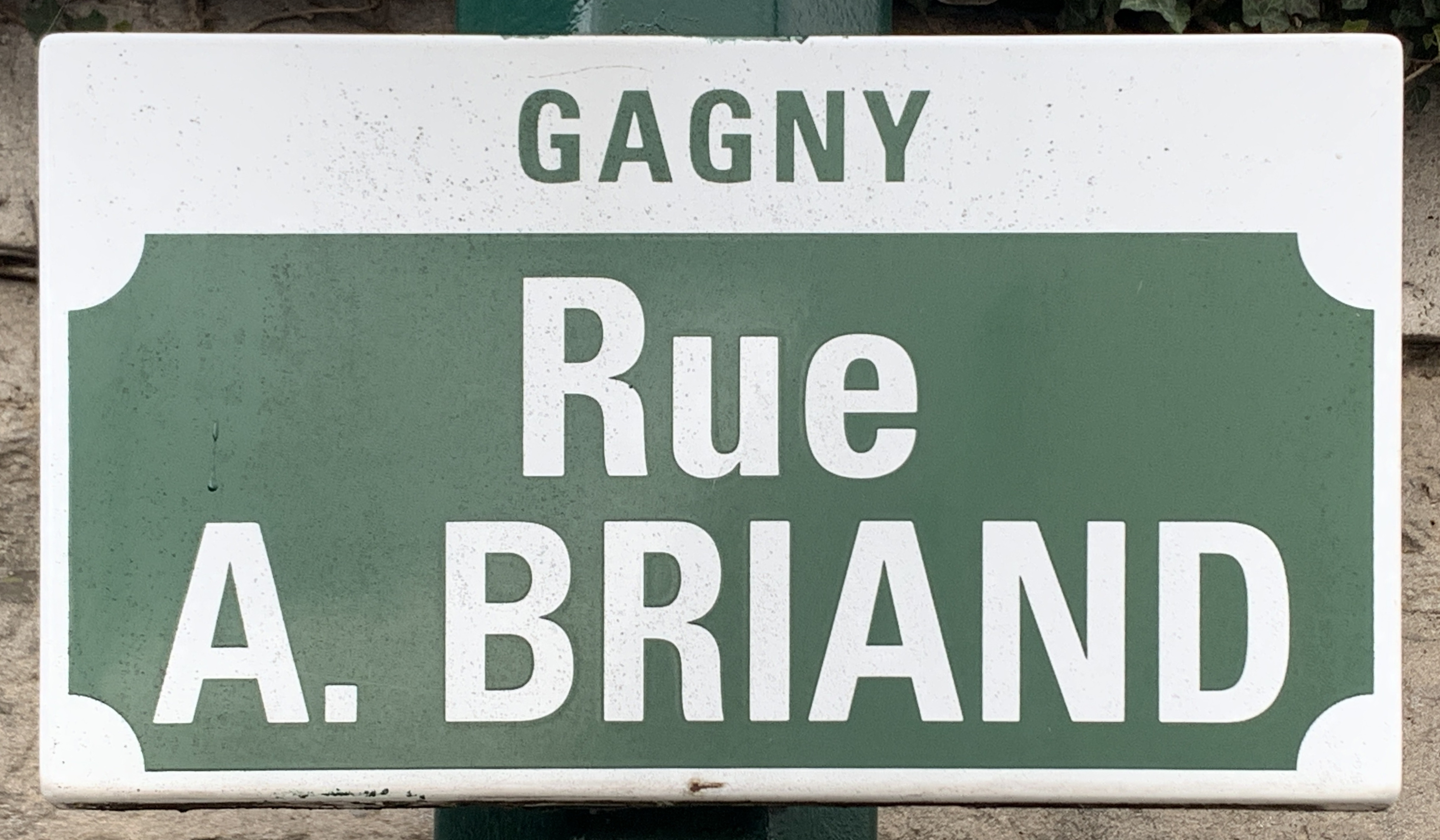
Plaque Rue Aristide Briand.

L'ancien nom de cette rue, route de Neuilly puis rue de Neuilly provient de la ville de Neuilly-sur-Marne. Elle a été renommée en hommage à Aristide Briand (1862-1932), ministre et président du Conseil.

## Historique

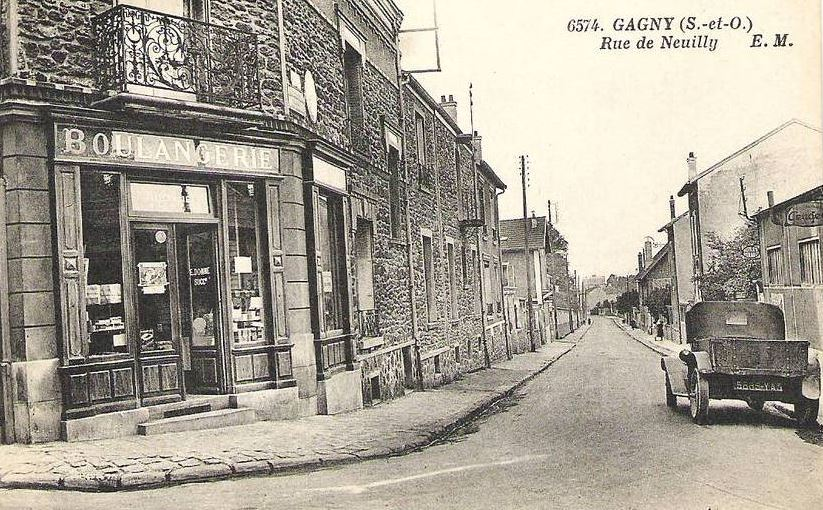
Une boulangerie rue de Neuilly.

Dans les années 1970, une pièce de monnaie appelée follis, datant de l'empereur romain Arcadius, a été découvert lors de travaux de voirie dans ce secteur,. Sur ce type de monnaie très connu de la fin du IVe siècle, l'avers représente le buste de l’empereur avec diadème et cuirasse, dont la légende est D. N. ARCADIVS. P. F. AVG. ( "Dominus Noster Arcadius Pius Felix Augustus", "Notre maître Arcadius pieux heureux Auguste"), et en exergue S.M.B.H; sur le revers, l’empereur est debout, en costume militaire, tient le labarum et un globe. La légende est GLORIA ROMANORVM ("Gloire des Romains").
En 2001 et 2007, des travaux de voirie à l'angle de la rue du Clos-Félix ont mis au jour deux fonds de cabane du VIe siècle et des fours domestiques,.

## Bâtiments remarquables et lieux de mémoire

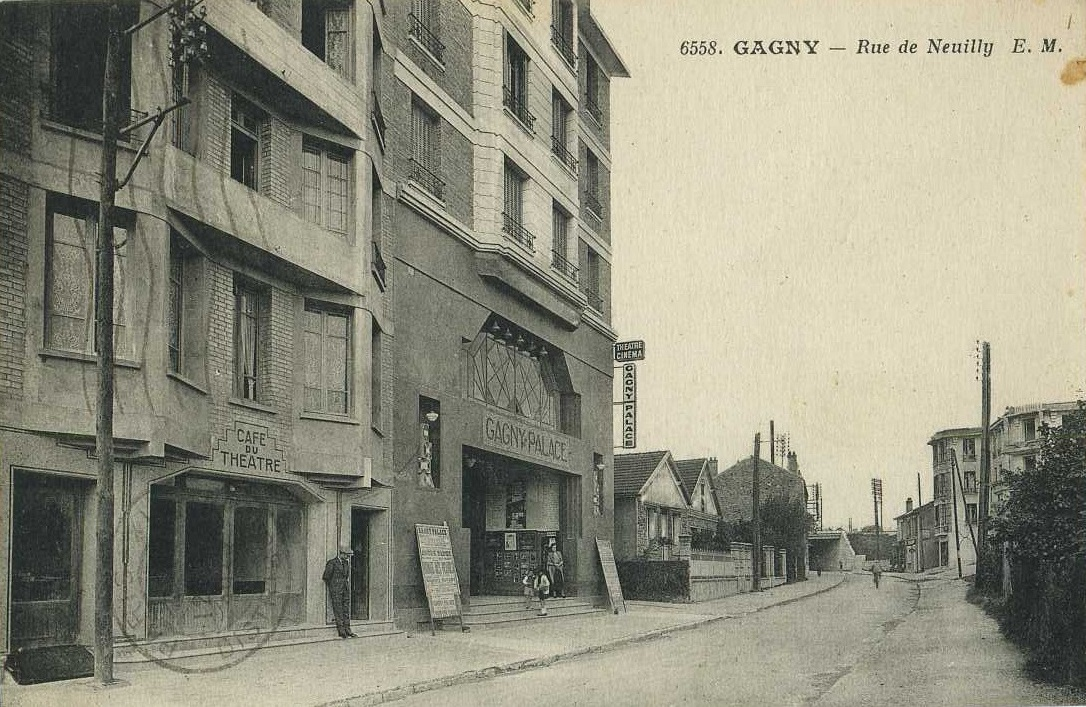
Le « Gagny-Palace ».

- Au no 38, le centre de semi-liberté de Gagny, ancien immeuble de la Direction de la Protection judiciaire de la jeunesse datant de 1976, qui fut reconverti en prison pour hommes en 1986[7].
- Au no 62bis, l'ancien cinéma « Gagny-Palace »[8]. Victime de la concurrence de la télévision, il ferma ses portes dans les années 1960. L'immeuble existe toujours[9].